# Carlos Peña
Carlos Felipe Peña, född den 17 maj 1978 i Santo Domingo, är en dominikansk-amerikansk före detta professionell basebollspelare som spelade 14 säsonger i Major League Baseball (MLB) 2001–2014. Peña var förstabasman.
Peña spelade under sin MLB-karriär för Texas Rangers, Oakland Athletics, Detroit Tigers, Boston Red Sox, Tampa Bay (Devil) Rays, Chicago Cubs, Houston Astros och Kansas City Royals. Han hade sina bästa år i slutet av 2000-talet då han togs ut till en all star-match (2009) och vann både en Silver Slugger Award (2007) och en Gold Glove Award (2008). Vidare utsågs han till Comeback Player of the Year i American League (2007) och hade flest homeruns i American League (2009).

## Uppväxt
Peñas familj flyttade från Dominikanska republiken till Haverhill i Massachusetts i USA när Peña var tolv år gammal.

## Karriär

### Major League Baseball

#### Texas Rangers
Peña draftades av Texas Rangers 1998 som tionde spelare totalt och redan samma år gjorde han proffsdebut i Rangers farmarklubbssystem. Han gjorde MLB-debut den 5 september 2001 och hann medverka i 22 matcher för Rangers den säsongen.

#### Oakland Athletics
I januari 2002 byttes Peña och en annan spelare bort till Oakland Athletics i utbyte mot fyra spelare. Det blev dock bara 40 matcher för Athletics för Peña.

#### Detroit Tigers
I juli 2002 bytte Athletics bort Peña och två andra spelare till Detroit Tigers i en stor bytesaffär som även inbegrep att Jeff Weaver gick från Detroit till New York Yankees.
I Detroit spelade Peña till och med 2005. Hans bästa säsong var 2004, då han hade 27 homeruns och 82 RBI:s (inslagna poäng). Han inledde 2005 svagt och skickades ned till farmarklubben Toledo Mud Hens i slutet av maj med ett slaggenomsnitt på bara 0,181. Han fick dock chansen igen i moderklubben i mitten av augusti och avslutade säsongen starkt med ett slaggenomsnitt på 0,286 med 15 homeruns och 30 RBI:s på bara 38 matcher. Efter säsongen skrev Peña på ett ettårskontrakt värt 2,8 miljoner dollar.
Försäsongen 2006 gick dock inte bra för Peña. Han hade många strikeouts och slaggenomsnittet var så lågt som 0,160. I slutet av mars, just innan säsongen skulle börja, bestämde sig Tigers därför för att bryta kontraktet.

#### New York Yankees
Bara några veckor efter att Tigers släppt honom skrev Peña i stället ett minor league-kontrakt med New York Yankees. Där fick han dock bara spela i farmarklubben Columbus Clippers innan han i augusti 2006 på egen begäran släpptes av Yankees.

#### Boston Red Sox
Två dagar efter att han släpptes av Yankees skrev Peña på ett minor league-kontrakt med Boston Red Sox, klubben han hejade på när han växte upp. Efter drygt en vecka i farmarklubben Pawtucket Red Sox blev han uppkallad till moderklubben. Peña spelade i bara 18 matcher innan han efter säsongen blev free agent.

#### Tampa Bay (Devil) Rays

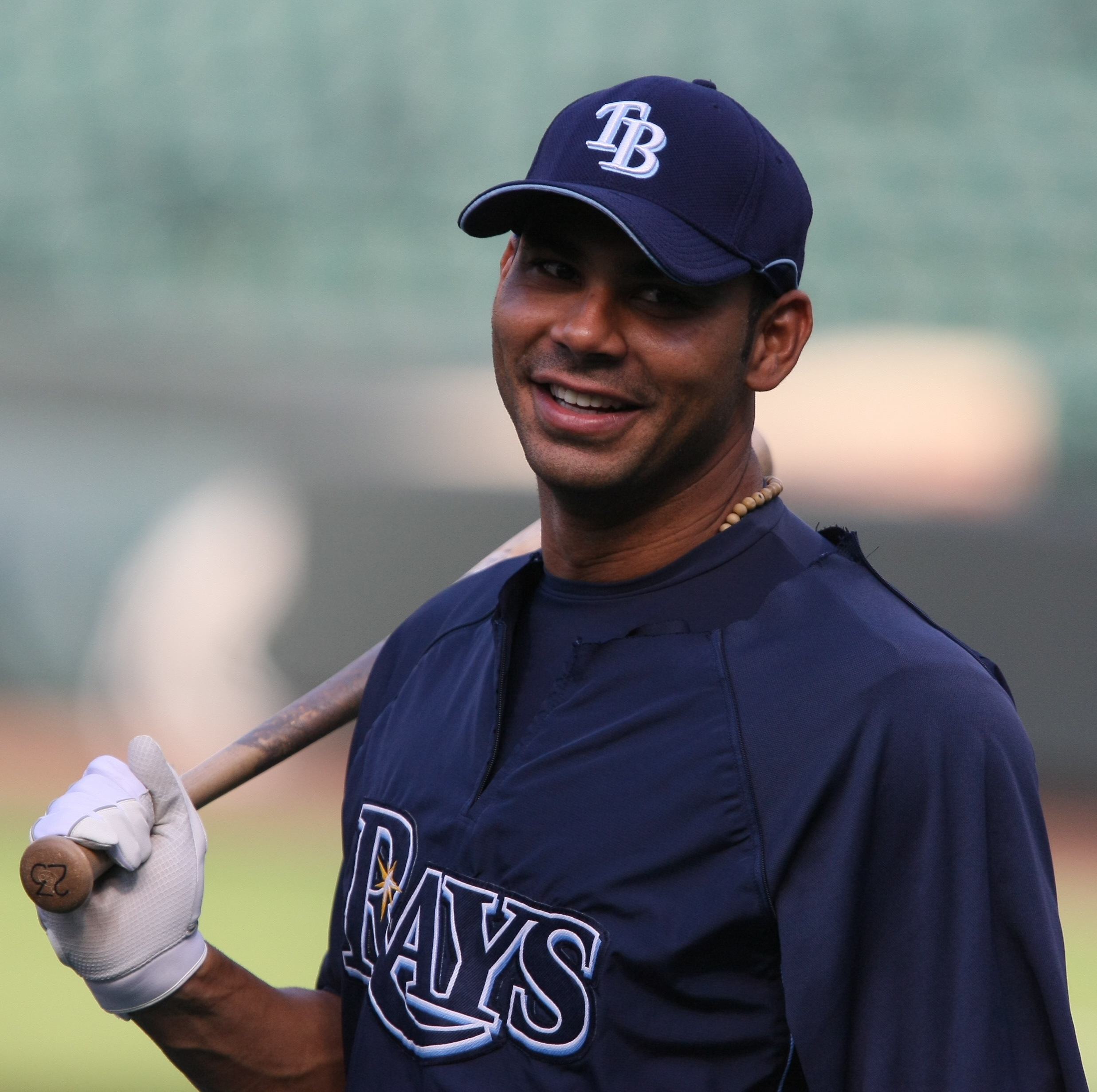
Peña i Tampa Bay Rays dräkt 2009.

Inför 2007 års säsong skrev Peña ett minor league-kontrakt med Tampa Bay Devil Rays och fick en chans att ta en plats i Devil Rays trupp. Om det inte hade varit för en skada på en annan spelare hade Peña dock inte lyckats med detta. Trots den tröga starten hade Peña en fantastisk säsong med Devil Rays där han slog 46 homeruns och hade 121 RBI:s. Hans slaggenomsnitt var 0,282, vilket också var det högsta dittills i karriären. Han satte klubbrekord i kategorierna homeruns, RBI:s, walks (103) och slugging % (0,627). Efter säsongen belönades han med en Silver Slugger Award, som bästa offensiva förstabasman i American League, och MLB:s Comeback Player of the Year Award.
De följande åren fortsatte Peña att slå många homeruns, bland annat hade han delat flest i American League 2009 med 39 stycken. I september 2008 blev han den första spelaren i MLB:s historia att få ett domslut ändrat efter videogranskning. Han vann en Gold Glove Award 2008, som bästa defensiva förstabasman i American League, och togs ut till MLB:s all star-match 2009. 2008 spelade han i World Series, som Tampa Bay dock förlorade mot Philadelphia Phillies. Peñas slaggenomsnitt sjönk dock år för år från 2007 års toppnotering till bara 0,196 säsongen 2010. 2010 hämmades hans spel dock av plantarfasciit i höger fot.

#### Chicago Cubs
Efter 2010 års säsong blev han återigen free agent och skrev då på ett ettårskontrakt värt 10 miljoner dollar med Chicago Cubs. Han gjorde en bra säsong 2011 för Chicago med 28 homeruns och 80 RBI:s och han höjde sitt slaggenomsnitt något till 0,225. Efter säsongen blev han för tredje gången free agent.

#### Tampa Bay Rays igen
I januari 2012 skrev Peña på nytt på för Tampa Bay Rays. Kontraktet gällde ett år och var värt 7,25 miljoner dollar. Även om han slog 19 homeruns och hade 61 RBI:s var hans slaggenomsnitt bara 0,197. Efter säsongen blev Peña för fjärde gången free agent.

#### Houston Astros
I december 2012 skrev Peña på ett ettårskontrakt med Houston Astros, främst för att vara deras designated hitter inför klubbens flytt till American League 2013. Kontraktet rapporterades vara värt 2,9 miljoner dollar med en möjlighet för Peña att tjäna ytterligare 1,4 miljoner dollar om han presterade väl. För att försöka hitta tillbaka till sin tidigare form tränade han under vintern med sin far Felipe Peña. Peña gjorde dock ingen succé för Astros och i slutet av juli, efter att ha presterat ett slaggenomsnitt på 0,209 med åtta homeruns och 25 RBI:s på 85 matcher, sade klubben upp kontraktet i förtid.

#### Kansas City Royals
I slutet av augusti 2013 skrev Peña på ett minor league-kontrakt med Kansas City Royals och skickades till Royals högsta farmarklubb Omaha Storm Chasers. Där spelade han fem matcher innan han flyttades upp till Royals spelartrupp den 3 september. Den 14 september tvingades han genomgå en blindtarmsoperation som innebar att säsongen var över för honom. Peña spelade bara fyra matcher för Royals och hade inga hits. Efter säsongen blev han för femte gången free agent.

#### Los Angeles Angels of Anaheim
I januari 2014 skrev Peña på ett minor league-kontrakt med Los Angeles Angels of Anaheim och bjöds in till klubbens försäsongsträning. Han släpptes dock av klubben innan säsongen hade hunnit börja.

#### Texas Rangers igen
I mitten av juni 2014 skrev Peña på ett minor league-kontrakt med Texas Rangers, som hade drabbats av skador på två förstabasmän. Peña fick börja i Rangers högsta farmarklubb Round Rock Express, men efter bara sju matcher där kallades han upp till Rangers. Efter 18 matcher med mindre bra resultat (0,136 i slaggenomsnitt, en homerun, två RBI:s) petades han ur Rangers spelartrupp i mitten av juli och en månad senare släpptes han helt av Rangers.

## Efter karriären
Under MLB-slutspelet 2014 arbetade Peña som expert för MLB:s program MLB Tonight. Inför 2015 års säsong fick han jobb som studioexpert för MLB Network.

## Övrigt
Peña spelas i filmen Moneyball av skådespelaren Adrian Bellani.